# Flor Peeters
Flor Peeters, född 4 juli 1903 i Tielen, död 4 juli 1986 i Antwerpen, var en belgisk tonsättare, organist och orgelpedagog.

## Biografi
Peeters var från 1923 i över 60 år organist i katedralen i Mechelen och professor i Antwerpen. Han var en av Europas mest kända organister och en eftersökt pedagog. Han var nära vän till Marcel Dupré och Charles Tournemire, och var påverkad av deras orgelmusik. Han har också givit ut gammal nederländsk orgelmusik.
Peeters har mest skrivit orgelmusik men också mässor, kammarmusik och pianostycken.

## Verkförteckning i urval
- Toccata, fuga och hymn över Ave Maris stella för orgel, op.28  (1933)
- Sinfonia per organo, op.48  (1940)
- Aria för orgel, op.51
- Orgelkonsert, op.52
- Te Deum,  op.57  (1945)
- Lied Symphony,  för orgel, op.66  (1948)
- 3 Preludier och fugor, op.72